# Сербия на зимних Паралимпийских играх 2018
Сербия на зимних Паралимпийских играх 2018 года в Пхёнчхане была представлена одним спортсменом (Милош Зарик) в лыжных гонках.

## Результаты

### Лыжные гонки

#### Спринт
| Класс | Соревнование                | Спортсмены  | Класс  | Квалификация | Квалификация | Полуфинал            | Полуфинал            | Полуфинал            | Финал                | Финал                | Итоговое место |
| Класс | Соревнование                | Спортсмены  | Класс  | Результат    | Место        | Заезд                | Результат            | Место                | Результат            | Место                | Итоговое место |
| ----- | --------------------------- | ----------- | ------ | ------------ | ------------ | -------------------- | -------------------- | -------------------- | -------------------- | -------------------- | -------------- |
| Сидя  | 1,1 км, классический спринт | Милош Зарик | LW10.5 | 5:26.26      | 34           | Завершил выступление | Завершил выступление | Завершил выступление | Завершил выступление | Завершил выступление | 34             |